# Arnold Hückstädt
Arnold Hückstädt (* 27. Januar 1935 in Köstin, Kreis Randow) ist ein deutscher Literaturwissenschaftler und Reuter-Forscher.

## Leben
Arnold Hückstädt lebte von 1946 an in Glasow, Kreis Pasewalk, und  machte 1953 in Torgelow sein Abitur. Von 1953 bis 1958 studierte er Germanistik und (ab 1956) Nordistik an der Universität Greifswald. 1958 legte er in beiden Fächern sein Diplom ab. 1958 siedelte er nach Stavenhagen über. 1976 wurde Hückstädt an der Universität Rostock mit einer Dissertation über Fritz Reuter im Urteil der Zeitgenossen und des zeitgenössischen Schrifttums. – Zur Rolle der Reuter-Kritik im Prozeß bürgerlicher Ideologiebildung zwischen 1853 und 1874/75 zum Dr. phil. promoviert.
Am 1. Oktober 1958 wurde Hückstädt wissenschaftlicher Mitarbeiter im Fritz-Reuter-Literaturmuseum in Stavenhagen und 1959 Leiter des Museums. 1960 wurde er zum Direktor berufen und 1986 zum Museumsrat ernannt. Zum 1. Oktober 1991 wechselte Hückstädt auf eigenen Antrag in den Vorruhestand. Neben seiner Museumstätigkeit war er viele Jahre Redaktionsmitglied der niederdeutschen Literaturzeitschrift „Kikut“. Hückstädt gilt als bester Kenner von Fritz Reuter und dessen Werk, was ihm den Ehrennamen „Reuter-Doktor“ einbrachte.
Als Fachmann des Niederdeutschen war Hückstädt ebenfalls an der Gründung des Mecklenburgischen Folklorezentrums beteiligt.
Hückstädt war fast drei Jahrzehnte lang für das Ministerium für Staatssicherheit als Inoffizieller Mitarbeiter tätig, von 1960 bis 1979 als „IM Wilhelm Scherer“ und in den achtziger Jahren als „IM Wolfgang Stammler“.

## Werke
Arnold Hückstädt ist Herausgeber und Verfasser zahlreicher Bücher und anderer Veröffentlichungen von und über Fritz Reuter, dessen Werk und Familienumfeld, über Rudolf Tarnow und andere niederdeutsche Autoren. Seine Vita zählt derzeit (2014) mehr als 230 Veröffentlichungen.

## Ehrungen
- 1960 Fritz-Reuter-Preis für Kunst und Literatur II. Klasse des Rates des Bezirkes Neubrandenburg (im Kollektiv)
- 1971 Johannes-R.-Becher-Medaille in Silber
- 1980 Verdienstmedaille der DDR
- 1982 Vaterländischer Verdienstorden in Silber (im Kollektiv)
- 1987 Johannes-R.-Becher-Medaille in Gold
- 1991 Johannes-Gillhoff-Preis
- 2004 Fritz-Reuter-Literaturpreis der Stadt Stavenhagen und des Fritz-Reuter-Literaturmuseums
- 2009 Annalise-Wagner-Preis
- 2010 Fritz-Reuter-Preis der Carl-Toepfer-Stiftung, Hamburg
- 2019 Ehrenbrief der Fritz Reuter Gesellschaft